# Tambangan Pasoman
Tambangan Pasoman is een bestuurslaag in het regentschap Mandailing Natal van de provincie Noord-Sumatra, Indonesië. Tambangan Pasoman telt 389 inwoners (volkstelling 2010).